# Ermita de Santa Quiteria (Tudela)
La ermita de Santa Quiteria de Tudela (Navarra) es una ermita situada en los Montes de San Julián (ahora comúnmente denominados de Santa Quiteria en honor a la ermita). El actual edificio proviene de principios del siglo XIX, aunque su origen es más antiguo.

## Descripción general
La ermita de Santa Quiteria consiste en una nave con techo peraltado. Sobre su altar figura la imagen de Santa Quiteria.

## Historia y cronología de construcción
- Primera ermita (siglo XII?, XIV-XIX). Se desconoce cuándo fue fundada, siendo citada por primera vez en 1373, donde se especifica que se situaba en los montes de San Julián, dando vista al extenso campo de la Albea. Esta antigua ermita fue derribada por Espoz y Mina en 1813, siendo posteriormente reedificada.

- Actual ermita (siglo XIX). Tras el derribo de la antigua ermita, se reedificó una nueva, la actual, en 1816. Esta nueva ermita fue restaurada en 1909 y en 1923. Entre 1936 y 1937, durante la Guerra Civil, la ermita se convirtió en un fuerte. En 1982, la ermita fue completamente restaurada al encontrarse en estado de ruina.